# Czerminek
Czerminek – wieś w Polsce położona w województwie wielkopolskim, w powiecie pleszewskim, w gminie Gołuchów; jedna z jej najmniejszych miejscowości.
W latach 1975–1998 miejscowość administracyjnie należała do województwa kaliskiego.
Przez miejscowość przepływa niewielka rzeka Trzemna, dopływ Prosny.